# Politisk Uber
Politisk Uber är ett projekt av Dmitrij Gudkov och Maksim Kats för att hjälpa unga och lovande kandidater att registrera sig för lokalval och driva valkampanjer.

## Namnet
Projektet blev populärt under just detta namn på grund av analogin med den populära taxitjänsten. Namnet representerar en maximal förenkling av användarupplevelsen, inklusive användning av informationsteknik med inslag av gamification: till exempel presenterades den komplexa uppgiften att lämna in dokument för registrering som kandidat i valet i den "politiska Uber" som ett uppdrag.

## Projektets mål
| ” | Om du är emot Putin, kommer vi att hjälpa dig | „ |

Enligt Kats är tillgången till deltagande i politiken i Ryssland alltför komplicerad, det kan vara svårt även för företagare med pengar, för att inte tala om mindre socialt utsatta delar av befolkningen, som pensionärer. Enligt Kats har dessa svårigheter skapats avsiktligt av den sittande regimen. Målet med "politisk Uber" är att eliminera dessa svårigheter och förenkla tillgången till valet för alla som vill.
Enligt Gudkov riktar sig projektet till nykomlingar i politiken som inte vet hur man samlar in underskrifter, fyller i namnlistor eller löser andra liknande uppgifter, och som endast med hjälp av "uberifiering" av processen kan registrera sig och få chansen att bli invalda. Enligt Gudkov var projektet också riktat till människor som är missnöjda med att myndigheterna inte lyssnar på dem. Till dessa människor erbjöd "politisk Uber" en bekväm infrastruktur för att kunna ställa upp som kandidater på egen hand, för att sedan, om de väljs, börja påverka situationen först i sina egna distrikt och sedan i hela landet. Motståndare till Vladimir Putin och anhängare av den europeiska utvecklingsvägen var inbjudna att delta i projektet.

## Kampanjen i Moskva
År 2017 användes "Politisk Uber" för första gången i lokalvalen i Moskva under varumärket "Förenade demokraterna".
Av de 266 ledamöter som stöddes av projektet nominerades 177 av partiet Jabloko, vilket gjorde partiet till det näst största i staden i fråga om antalet mandat. Grigorij Javlinskij kommenterade valresultatet för "Jabloko" och kallade Maxim Kats för en "effektiv allierad" och noterade att han hade väckt ungdomars intresse för valet.
En av de viktigaste kampanjmetoderna var dörrknackning, vilket enligt Gudkov gjorde det möjligt att kompensera för myndigheternas tystnad om valet. Totalt blev 267 av projektets 1046 kandidater invalda i 62 distrikt. Kandidater från "politisk Uber" fick cirka 20 % av rösterna, och i sju distrikt i Moskva valdes inte en enda kandidat från "Enade Ryssland".
Senare, i januari 2018, avbröt Dmitrij Gudkov samarbetet med Maxim Kats på grund av oenighet om "Jabloko" och ett projekt för valövervakning.

## Kampanjen i Sankt Petersburg
Inför lokalvalen i Sankt Petersburg 2019 delades projektet upp: Maxim Kats organiserade sin egen stödpersonal för kandidater med stöd av partiet Jabloko, medan Dmitrij Gudkov i sin tur överlät varumärket "Förenade demokraterna" till den icke-statliga organisationen Öppet Ryssland, som organiserade ett högkvarter under det tidigare namnet. År 2019 utförde Navalnyjs kampanj i Sankt Petersburg liknande funktioner för att stödja kandidater under eget varumärke spb.vote.
Jablokos högkvarter fick in cirka 1 800 ansökningar om nomineringar, och ett strikt urval av kandidater gjordes utifrån deras politiska åsikter. Enligt Maxim Kats förekom valfusk. Som ett resultat av kampanjen valdes 99 personer till ledamöter i 31 distrikt i staden.